# Begonia horsfieldii
Espèce
Synonymes
- Diploclinium horsfieldii Miq.[1]

Begonia horsfieldii est une espèce de plantes de la famille des Begoniaceae. Ce bégonia est originaire d'Indonésie. L'espèce fait partie de la section Petermannia. Elle a été décrite en 1864 par Alphonse Pyrame de Candolle (1806-1893), à la suite des travaux de Friedrich Anton Wilhelm Miquel (1811-1871) qui l'avait recombinée dans le genre Begonia après l'avoir décrite en 1856 comme Diploclinium horsfieldii. L'épithète spécifique horsfieldii signifie « de Horsfield », en hommage au naturaliste américain Thomas Horsfield (1773-1859) qui a récolté à Sumatra, l'île dont est originaire cette plante.

## Répartition géographique
Cette espèce est originaire du pays suivant : Indonésie.